# Amblypsilopus triscuticatus
Amblypsilopus triscuticatus är en tvåvingeart som först beskrevs av Hardy 1930.  Amblypsilopus triscuticatus ingår i släktet Amblypsilopus och familjen styltflugor. Inga underarter finns listade i Catalogue of Life.